# Harijs Liepiņš
Harijs Liepiņš, né le 15 décembre 1927 et mort le 3 août 1998, est un acteur letton. Les films avec sa participation étaient principalement tournés à Riga Film Studio.

## Distinctions
- 1994 - l'Ordre des Trois Étoiles de Lettonie.

## Filmographie

### Cinéma
- 1955 : Uz jauno krastu de Leonīds Lukovs : Arturs
- 1957 : Nauris de Leonīds Leimanis : Zeltiņš
- 1958 : Svešiniece ciemā de Ada Neretniece : Cālītis
- 1959 : L’Échelon d'or de Ilia Gourine : István
- 1967 : Je me souviens de tout, Richard (Es visu atceros, Ričard!) de Rolands Kalniņš : Jānis Kalniņš
- 1968 : Six juillet (Шестое июля, Chestoïe iyoulia) de Youli Karassik : Jukums Vācietis
- 1968 : Le Temps des arpenteurs (Mērnieku laiki) de Voldemārs Pūce : Švauksts
- 1970 : Waterloo de Sergueï Bondartchouk : August Neidhardt von Gneisenau
- 1985 : Les Farces d'Emil (Emīla nedarbi) de Varis Brasla : Emil adulte